# OpenOffice.org Math
OpenOffice.org Math er et open source/free software tekstbehandlingsprogram som er en del af kontorpakken OpenOffice.org.  Programmet er et værktøj til at redigere matematiske formler, lidt ligesom Microsoft Equation Editor og en del af OpenOffice.org kontorprogram. Den lavede formel kan derefter bruges i et andet OpenOffice.org, såsom OpenOffice Writer. Det understøtter en del fonte og kan eksporteres til PDF.
| Software | Spire Denne artikel om software og programmering er en spire som bør udbygges. Du er velkommen til at hjælpe Wikipedia ved at udvide den. |